# IC 1295
IC 1295是位於盾牌座的行星狀星雲，距離地球大約4,700光年（1,500秒差距）。杜魯門·薩福德（Truman Safford）於1867年發現IC 1295。
行星狀星雲的中心恆星的光譜類型為DAO.56，顯示缺氫類天體為hgO(H)。

## 外部連結
- 维基共享资源上的相關多媒體資源：IC 1295
- WikiSky上关于IC 1295的内容：DSS2, SDSS, GALEX, IRAS, 氢α, X射线, 天文照片, 天图, 文章和图片